# دنبنو (شهرستان بژسکو)
دنبنو (به لهستانی:  Dębno) یک روستا در لهستان است که در گمینا دنبنو (استان لهستان کوچک‌تر) واقع شده‌است. دنبنو ۱٬۴۰۰ نفر جمعیت دارد.